# 趙月
趙月（？—？），東漢末年至三國時代天水人趙昂與王異之嫡子。

## 生平
趙月之父趙昂於冀城參軍事，輔助涼州刺史韋康。建安十八年（213年），馬超攻打冀城，本來一直堅守的韋康最終決定開門投降，結果被馬超所殺。馬超進城後，逼趙昂成為其部下，於是將趙月挾持到南鄭，藉此要脅。趙昂與楊阜、姜敘、尹奉、梁寬等人密謀反抗馬超，然而趙昂始終擔憂兒子的性命，妻子王異便訓責丈夫要以忠義為本，為報國仇，不應為了一個兒子的安危而躊躇。趙昂最終下定決心，與眾人驅逐馬超，結果趙月被馬超所殺害。

## 三國演義
著名古典章回小說《三國演義》中，趙月登場於第64回《孔明定計捉張任　楊阜借兵破馬超》中，馬超攻入冀城後，趙月跟隨馬超擔任裨將，後來父親趙昂等起事驅逐馬超，馬超便下令殺掉趙月。

## 家庭

### 父
- 趙昂

### 母
- 王異

### 兄弟姊妹
- 趙英

另有兄弟二人，不知姓名，死於梁雙之亂。

## 備註
1. ↑  裴注《三國志》引皇甫謐《列女傳》：「超遂背約害康，又劫昂，質其嫡子月於南鄭。欲要昂以為己用，然心未甚信。」
2. ↑  裴注《三國志》引皇甫謐《列女傳》：「及昂與楊阜等結謀討超，告異曰：『吾謀如是，事必萬全，當奈月何？』異厲聲應曰：『忠義立於身，雪君父之大恥，喪元不足為重，況一子哉？夫項託、顏淵，豈復百年，貴義存耳。』昂曰：『善。』遂共閉門逐超，超奔漢中，從張魯得兵還。異復與昂保祁山，為超所圍，三十日救兵到，乃解。超卒殺異子月。」
3. ↑  《三國演義》第64回：「敘乃與統兵校尉尹奉，趙昂商議。原來趙昂之子趙月，現隨馬超為裨將。趙昂當日應允，歸見其妻王氏曰：『吾今日與姜敘，楊阜，尹奉一處商議，欲報韋康之讎。想吾子趙月現隨馬超，今若興兵，超必先殺吾子，奈何？』其妻厲聲曰：『雪君之父大恥，雖喪身亦不惜，何況一子乎？君若顧子而不行，吾當先死矣。』趙昂乃決。次日一同起兵。姜敘，楊阜屯歷城，尹奉，趙昂屯祁山。王氏乃盡將首飾資帛，親自往祁山軍中，賞勞軍士，以勵其眾。馬超聞姜敘，楊阜會合尹奉，趙昂興兵舉事，大怒，即將趙月斬之。」